# Autographa nala
Autographa nala är en fjärilsart som beskrevs av Embrik Strand 1917. Autographa nala ingår i släktet Autographa och familjen nattflyn. Inga underarter finns listade i Catalogue of Life.